# John Raymond McGann
John Raymond McGann (New York, 2 dicembre 1924 – Rockville Centre, 29 gennaio 2002) è stato un vescovo cattolico statunitense.

## Biografia
Monsignor John Raymond McGann nacque a Brooklyn, nello stato di New York, il 2 dicembre 1924 da Thomas McGann e Mary (nata Ryan).

### Formazione e ministero sacerdotale
Ricevette la sua prima educazione nella scuola parrocchiale di Nostra Signora del Buon Consiglio, diplomandosi nel 1938. Iniziò quindi gli studi per il sacerdozio al Cathedral College di Brooklyn e successivamente li proseguì nel seminario "Immacolata Concezione" di Huntington dal 1944 al 1950.
Il 3 giugno 1950 fu ordinato presbitero per la diocesi di Brooklyn da monsignor Thomas Edmund Molloy. Il suo primo incarico fu quello di curato della chiesa di Sant'Anna a Brentwood, dove prestò servizio per sette anni. Dal 1950 al 1954 fu anche assistente cappellano al Pilgrim State Hospital e professore alla St. Joseph's Academy, entrambi a Brentwood.
Il 6 aprile 1957 si incardinò nella nuova diocesi di Rockville Centre. Nel 1957 venne nominato assistente segretario personale del vescovo Walter Philip Kellenberg e assistente cancelliere vescovile. Nel 1959 diventò segretario personale del vescovo Kellenberg e venne nominato cameriere pontificio da papa Giovanni XXIII in quello stesso anno. Svolse la sua attività pastorale come cooperatore nella cattedrale di Sant'Agnese a Rockville Centre. Nel 1967 venne nominato vice-cancelliere vescovile e segretario del collegio dei consultori. Durante questo periodo lavorò in diverse altre commissioni diocesane.
Nel 1969 l'allora monsignor McGann divenne uno dei dieci sacerdoti diocesani scelti da tutto il paese per fare parte dell'allora neo-costituito consiglio consultivo nazionale dei vescovi statunitensi, un corpo di cinquanta membri composto da chierici, religiosi e laici. Fu nominato per questo incarico dal Consiglio consultivo dei preti della diocesi e prestò servizio dal 1969 al 1970.

### Ministero episcopale
Il 12 novembre 1970 papa Paolo VI lo nominò vescovo ausiliare di Rockville Centre e titolare di Morosbisdo. Ricevette l'ordinazione episcopale il 7 gennaio successivo dal vescovo di Rockville Centre Walter Philip Kellenberg, co-consacranti il vescovo ausiliare della stessa diocesi Vincent John Baldwin e il vescovo ausiliare di Brooklyn Charles Richard Mulrooney.
Il 3 maggio 1976 papa Paolo VI lo nominò vescovo di Rockville Centre. Prese possesso della diocesi il 24 giugno successivo.
Il vescovo McGann fu membro di vari comitati della Conferenza episcopale dello Stato di New York. Nel novembre del 1984 fu eletto all'ufficio del tesoriere della Conferenza nazionale dei vescovi cattolici per un mandato di tre anni. Fu presidente del consiglio di amministrazione della Catholic Telecommunications Network of America dal 1º maggio 1990 al 31 dicembre 1992. Nel novembre del 1993 fu eletto presidente della Conferenza episcopale della regione ecclesiastica II, che è composta delle otto diocesi dello Stato di New York.
Nel corso degli anni, il vescovo McGann ricevette numerosi diplomi onorari, tra cui un dottorato in giurisprudenza dalla St. John's University, in Giamaica, nel 1971; un dottorato in scienze umanistiche dal Molloy College di Rockville Centre nel 1977; un dottorato in ministero dal seminario "Immacolata Concezione" di Huntington nel 1990; e un dottorato in lettere umanistiche dalla Long Island University di Brookville nel 1997.
Nel 1970 fu investito del titolo di cavaliere dell'Ordine equestre del Santo Sepolcro di Gerusalemme. Nel 1985 divenne membro dell'Associazione Americana del Sovrano militare ordine di Malta.
Il 4 dicembre 1993 ricevette il Theodore Roosevelt Award del Consiglio dell'Ospedale di Nassau-Suffolk per il servizio eccezionale in riconoscimento dei suoi sforzi per soddisfare le esigenze di assistenza sanitaria dei cittadini di Long Island. Nel 1997 il St. Mary's Children and Family Services di Syosset gli conferì il suo premio umanitario. In previsione del suo ritiro, con l'avvicinarsi dei 75 anni, numerose istituzioni onorarono il vescovo McGann. Ricevette il Lifetime Achievement Award del Molloy College, il Lifetime Achievement Award della Long Island Association e il Lifetime Achievement Award del St. Charles Hospital.
Il 4 gennaio 2000 papa Giovanni Paolo II accettò la sua rinuncia al governo pastorale della diocesi per raggiunti limiti di età. Gli succedette il vescovo James Thomas McHugh che serviva come vescovo coadiutore dal 1999.
Morì al Mercy Medical Center di Rockville Centre il 29 gennaio 2002 all'età di 77 anni. È sepolto nel seminario "Immacolata Concezione" di Huntington.

## Genealogia episcopale e successione apostolica
La genealogia episcopale è:
- Cardinale Scipione Rebiba
- Cardinale Giulio Antonio Santori
- Cardinale Girolamo Bernerio, O.P.
- Arcivescovo Galeazzo Sanvitale
- Cardinale Ludovico Ludovisi
- Cardinale Luigi Caetani
- Cardinale Ulderico Carpegna
- Cardinale Paluzzo Paluzzi Altieri degli Albertoni
- Papa Benedetto XIII
- Papa Benedetto XIV
- Papa Clemente XIII
- Cardinale Marcantonio Colonna
- Cardinale Giacinto Sigismondo Gerdil, B.
- Cardinale Giulio Maria della Somaglia
- Cardinale Carlo Odescalchi, S.I.
- Cardinale Costantino Patrizi Naro
- Cardinale Lucido Maria Parocchi
- Papa Pio X
- Papa Benedetto XV
- Papa Pio XII
- Cardinale Francis Joseph Spellman
- Cardinale James Francis Louis McIntyre
- Vescovo Walter Philip Kellenberg
- Vescovo John Raymond McGann

La successione apostolica è:
- Vescovo James Joseph Daly (1977)
- Vescovo Gerald Augustine John Ryan (1977)
- Vescovo Alfred John Markiewicz (1986)
- Vescovo Emil Aloysius Wcela (1988)
- Vescovo John Charles Dunne (1988)